# Der Himmel kann warten (1962)
Der Himmel kann warten ist ein komödiantisches Fernsehspiel des österreichischen Fernsehsenders ORF aus dem Jahr 1962. Regie führte Herbert Fuchs, der auch das Drehbuch des britischen Autors C.B. Gilford übersetzte und bearbeitete. Die Hauptrolle spielte Willy Fritsch.  Der Film wurde am 17. Februar 1962 im ORF ausgestrahlt.

## Handlung
Kriminalautor Alexander Arlington tritt durch die Himmelstür und findet sich im Büro des Erzengels Michael wieder. Er glaubt, an einem Herzschlag gestorben zu sein, aber Michael eröffnet ihm, dass er durch einen Stich ins Herz ermordet wurde. Arlington kann sich nicht erinnern und fragt, wer der Mörder war. Der Erzengel kann ihm diese Frage jedoch nicht beantworten. Arlington ist elend zumute. 75 Kriminalromane habe er unter dem Pseudonym Slade Saunders geschrieben und 20 Jahre lang nichts weiter getan als darin die Frage zu beantworten: „Wer war der Mörder?“. Nun aber wisse er nicht, wer sein eigener Mörder war, und deshalb könne er im Himmel nicht glücklich werden. Erzengel Michael möchte dies nicht verantworten und gewährt Arlington für 24 Stunden die Rückkehr zur Erde, um den Mörder zu entlarven. Seine Bedingung lautet jedoch, dass der Autor sein Schicksal nicht ändern darf und den Tag genau so wiedererleben muss, wie er bereits für die Ewigkeit im Himmelsbuch festgehalten ist.
Arlington kehrt auf die Erde zurück und erwacht erst gegen Mittag durch einen Anruf von Michael, der ihm die verbleibende Zeit für sein Vorhaben noch einmal in Erinnerung ruft.
Zuallererst trifft er auf seinen Sekretär, der ihm eröffnet, dass sein Verleger das Manuskript des letzten Romans aus Unzufriedenheit zurückgeschickt habe und der Meinung sei, Arlington wäre überarbeitet und solle ausspannen. Der Sekretär schlägt vor, er könne stellvertretend für Arlington schreiben, während dieser sich im Urlaub befinde, was Arlington empört zurückweist und den Sekretär nach einem Wortgefecht fristlos entlässt. Der Sekretär kündigt Rache an.
Arlington macht sich an die Recherchearbeit. Bei einem zufälligen Blick aus dem Fenster entdeckt er im Garten seine Frau Ariel im Arm ihres Liebhabers Mr. Armbruster. Als sie kurz darauf sein Zimmer betritt, stellt er sie vor die Wahl, entweder ihr Leben weiter mit ihm oder dem mittellosen Mr. Armbruster zu verbringen. Ariel hat Zeit, sich bis zum nächsten Morgen zu entscheiden. Erschreckt verlässt sie den Raum und trifft im Flur auf Arlingtons Neffen Andrew, der als Nächster das Zimmer betritt. Er gesteht seinem Onkel, wegen einer verlorenen Pferdewette pleite zu sein und in der Schuld von einigen Ganoven zu stehen. Seiner Bitte, ihm einen Vorschuss auf sein Erbe zu gewähren, kommt der Onkel jedoch nicht nach, woraufhin Andrew seinem Onkel droht. Anschließend sucht er Ariel in ihrem Zimmer auf, um sie zu fragen, ob sein Onkel schon etwas bezüglich des Testaments unternommen habe, denn beide sollen jeweils die Hälfte des Vermögens erben. Ariel verneint.
Unterdessen trifft Arlington auf der Terrasse seinen Gärtner, der stets Inspirationsquelle für seine Bücher war. Arlington wisse mehr über seine Taten als die Polizei, meint der Gärtner und befürchtet, der Autor könne ihn verpfeifen, sobald er aufhöre Bücher zu schreiben. Dieses Gerücht habe er vom Sekretär gehört. Er weist Arlington fies darauf hin, dass er mit der Gartenschere in seiner Hand leicht einen Menschen erstechen könne.
Nach einem Telefonat mit Erzengel Michael beschließt Arlington, alle Hausbewohner – seine Frau, ihren Liebhaber, seinen Neffen, den Sekretär und seinen Gärtner – am Abend zu einem Dinner einzuladen, bei dem sich sein Schicksal entscheiden soll. Gut gelaunt bereitet er sich vor, bewaffnet sich sogar und glaubt auch nach einem weiteren Himmelstelefonat, seinem Schicksal ein Schnäppchen schlagen zu können. Nach dem Essen bittet er alle Anwesenden in einen Raum und verschließt die Türen, damit niemand entkommen kann. Er erzählt die Geschichte, dass er den Tag schon einmal erlebt habe und sagt voraus, dass ihn eine der anwesenden Personen um Mitternacht ermorden werde. Mit gezückter Waffe gibt er bekannt, dies wolle er nicht zulassen und glaube auch nicht daran, schließlich sei der Raum hell erleuchtet und ein Täter für Zeugen sichtbar. Die Gäste halten ihn für übergeschnappt. Um Mitternacht jedoch löscht Mr. Armbruster plötzlich das Licht. Arlington ist erschreckt und vertraut auf die Helligkeit der Blitze vor dem Fenster, wo ein Gewitter tobt. Aber im entscheidenden Moment ist es dunkel und Arlington tot.
Zurück im Himmel ist er fassungslos. Wieder weiß er nicht, wer der Mörder war. Aber Erzengel Michael bringt ihn auf die richtige Spur, jedoch nicht ohne zu mahnen, dass man sein Schicksal nicht beeinflussen kann. Arlington sieht dies jetzt ein und erfreut sich der Tatsache, dass es im Himmel weder Rache noch Hass gibt. Er findet seinen Seelenfrieden.

## Produktionsnotizen
Die Dreharbeiten des Films fanden im Januar 1962 in Wien statt.

## Weitere Verfilmungen
Die Erstverfilmung erfolgte als 26. Episode der amerikanischen Fernsehserie Alfred Hitchcock präsentiert unter dem Titel Whodunit und wurde am 25. März 1956 ausgestrahlt. Die Hauptrollen spielten John Williams, Amanda Blake und Alan Napier.
Innerhalb der kanadischen Fernsehserie The Unforeseen wurde die Episode unter dem englischen Originaltitel Heaven Can Wait außerdem am 2. Dezember 1959 auf dem Kanal der produzierenden Gesellschaft CBC ausgestrahlt. Die Rolle des Alexander Arlington verkörperte diesmal der britische Schauspieler Barry Morse.